# Agar (Rewa Kantha)
Agar fou un petit principat de l'Índia, dels Sankhera Mehvas, a l'agència de Rewa Kantha, presidència de Bombai. El formaven 28 pobles amb una superfície de 44 km². Els seus sobirans eren tributaris del gaikowar de Baroda.